# Теракти у Мавзолеї Леніна
Терористичні акти, скоєні в Мавзолеї Володимира Ілліча Леніна:
- Вибух у 1973 році — терористичний акт, скоєний жителем міста Горлівки Донецької області Саврасовим Миколою Миколайовичем, 1939 року народження, 1 вересня 1973 року в Мавзолеї Леніна. В результаті вибуху загинули 3 людини, включаючи самого терориста, і отримали поранення 16 людей, у тому числі четверо школярів.

- Вибух у 1967 році — терористичний акт, скоєний жителем міста Каунаса Крисановим. Внаслідок вибуху загинуло кілька людей.

## Теракт у 1973 році
Микола Саврасов, сховавши під одягом заздалегідь виготовлений саморобний вибуховий пристрій, змішавшись із численним потоком дітей (у зв'язку з 1 вересня до Мавзолею прийшли численні шкільні екскурсії), пройшов до Мавзолею. Охороною його було прийнято за шкільного вчителя, тому він безперешкодно потрапив до жалобної зали. Порівнявшись із саркофагом із тілом Володимира Леніна, терорист поєднав контакти проводів на вибуховому пристрої, внаслідок чого стався вибух. Як пізніше було встановлено, основна сила вибуху зосередилася на саркофазі, але той, прихований під броньоване скло після попереднього замаху (див. нижче), залишився неушкодженим. Внаслідок вибуху загинули сам терорист і подружня пара з Астрахані, що прямувала за ним. Тяжкі поранення отримали четверо дітей шкільного віку, а солдатів Кремлівського полку, які охороняли саркофаг, відкинуло вибуховою хвилею. Від терориста на місці вибуху вдалося знайти лише руку та фрагмент голови. Уривки документів, знайдених на останках терориста, свідчили, що це був раніше засуджений на 10 років позбавлення волі чоловік, проте досі достеменно невідомо, чи ці документи належали загиблому.
На місце теракту незабаром прибули голова Комітету держбезпеки СРСР Юрій Андропов та його заступник Георгій Циньов, а також комендант Кремля генерал Сергій Шорніков.
Основною версією слідства стала версія про маніяка, який вирішив увічнити себе скоєнням терористичного акту в Мавзолеї, але якихось результатів розслідування не призвело.

## Теракт у 1967 році
У вересні 1967 року у приміщенні Мавзолею Леніна мешканець Каунаса, якийсь Крисанов, здійснив підрив саморобного вибухового пристрою. Вибух спричинив людські жертви.